# Rắn lục Russell
Rắn lục Russell (danh pháp hai phần: Daboia russelii) là một loài rắn độc trong chi Daboia rắn độc Cựu Thế giới. Nó là một thành viên của nhóm Tứ đại rắn độc Ấn Độ. Nó là loài gây ra phần lớn các vụ rắn cắn và tử vong trên thế giới do nhiều yếu tố như việc nó xuất hiện thường xuyên ở những nơi có con người sinh sống. Tên của nó được đặt theo Patrick Russell (1726–1805), một nhà nghiên cứu bò sát Scotland người đã mô tả nhiều loài rắn Ấn Độ, còn chi này được đặt theo tên Hindi có nghĩa "kẻ ẩn nấp", hay "kẻ rình mò". Có hai phụ loài hiện được công nhận.

## Đặc điểm
Đây là một loài rắn lục thuộc phân họ Crotalinae (rắn lục có hố nhiệt), sinh con.
Loài rắn này sở hữu ngoại hình có tất cả các đặc điểm của các loài rắn lục: đầu hình tam giác, thân mập. Loài này có chiều dài lúc trưởng thành là 120 cm, có thể đạt đến 166 cm nhưng rất hiếm.

## Phân bố
Loài rắn này phân bố ở các khu vực ở Tây Á như Ấn Độ (Tamil Nadu, Kerala, Madhya Pradesh, Punjab Himachal Pradesh, Gujarat, Maharashtra, Uttar Pradesh, Bihar, phía Bắc Bengal), Pakistan, Sri Lanka, Bangladesh, Nepal, Bhutan và Myanmar.

## Độc tố
Loài này có nọc độc gồm các hỗn hợp cytotoxin gây hoại tử, neurotoxin tác dụng lên thần kinh và haemotoxin gây xuất huyết. Vết cắn của loài này gây ra hậu quả rất nghiêm trọng, có thể làm giảm tác dụng của các tuyến nội tiết tố, làm cho lông tóc và các cơ quan thuộc cơ quan sinh dục trở lại trạng thái trước khi dậy thì .

## Nhận dạng đặc điểm và nhầm lẫn
Loài rắn độc này thường bị nhầm lẫn với các loài trăn do có hoa văn tương đồng trên da cũng như chiếc đầu nhọn hình tam giác. Việc phân biệt chúng không phải khó đối với những người có kinh nghiệm, da rắn lục Russell's sần sùi hơn do các lớp vảy là đặc điểm của các loài rắn lục, hoa văn tròn và có dạng oval, xếp đều và cách nhau một đoạn ngắn theo một đường thẳng, kích thước dài trung bình 1,2 mét (có thể phát triển đến 1,6 mét), trong khi ở trăn thì các hoa văn không đều và liền nhau, hình dáng lộn xộn, không theo một trật tự nào dù chúng cũng theo một đường thẳng, ngoại trừ đầu và đuôi thì thân của trăn rất to, một đặc điểm phù hợp để săn và nuốt chửng các loài thú có vú lớn, chiều dài hơn 2 mét đối với con đang phát triển và 4 mét trở lên đối với con trưởng thành, đầu của trăn ngoài hai lỗ mũi còn có bảy hốc cảm biến nhiệt chuyên dùng để săn mồi.
Ngoài ra loài rắn này cũng không xuất hiện ở Đông Nam Á mà thay vào đó là một loài họ hàng cùng chi là rắn lục Russell Xiêm hay còn gọi là Russell phương Đông.